# Região Metropolitana de Lages
A Região Metropolitana de Lages é uma região metropolitana brasileira, localizada no estado de Santa Catarina. Foi criada pela lei complementar estadual n° 495 de 2010.
O núcleo metropolitano é constituído pelos municípios de Lages e Correia Pinto. A área de expansão metropolitana é integrada pelos municípios de Anita Garibaldi, Bocaina do Sul, Campo Belo do Sul, Capão Alto, Cerro Negro, Otacílio Costa, Painel, Palmeira, Ponte Alta, São José do Cerrito, Curitibanos, Frei Rogério, Ponte Alta do Norte, Santa Cecília, São Cristóvão do Sul, São Joaquim, Bom Jardim da Serra, Bom Retiro, Rio Rufino, Urubici e Urupema. Todos os municípios juntos somam uma população aproximada em 380,000 habitantes.